# Maurice Bouvet
Maurice Bouvet (Eu, 14 agosto 1911 – Parigi, 5 maggio 1960) è stato uno psicoanalista francese.

## Biografia
Dopo aver fatto studi classici a Clermont-Ferrand, ha studiato medicina a Parigi, specializzandosi in psicopatologia, diventando l'assistente di Paul-Marie Maxime Laignel-Lavastine (1875-1953), criminologo e storico della medicina che aveva una cattedra al Centre hospitalier Sainte-Anne, nel XIV arrondissement di Parigi. Si è sottoposto alla psicoanalisi didattica con Georges Parcheminey (1888-1953), con il controllo di Sacha Nacht (1901-1977) e John Leuba (1884-1952). Diventato psicoanalista nel 1946, entra nella Société psychanalytique de Paris, di matrice freudiana (associata all'IPA), della quale sarà anche presidente. È noto soprattutto per gli studi sulla psicosomatica legata agli oggetti e sul transfert. È stato il primo analista di André Green. Morto a soli 48 anni, ha avuto tuttavia una certa influenza negli studi di antropologia applicata alla psicoanalisi, specialmente nelle relazioni ossessive (sulla scia di Melanie Klein e Paul Federn) con gli oggetti quotidiani.

## Opere
- La psychanalyse d'aujourd'hui, 1956 (con altri)
- La Relation d'objet: névrose obsessionnelle, dépersonnalisation, in Œuvres psychanalytiques, vol. 1, 1967 (La relazione oggettuale)
- Écrits didactiques: Résistances, Transfert, in Œuvres psychanalytiques, vol. 2, 1968 (Le resistenze e il transfert)
  - trad. di Augusto Menzio, Opere psicoanalitiche, 2 voll., Astrolabio, Roma, 1975. ISBN 88-340-0024-2 ISBN 88-340-0025-0
- La cure psychanalytique classique, 2007 ISBN 978-2130550853